# أبو القاسم بن حمود
أبو القاسم ابن حمود والمعروف بابن الحجر أو بلقاسم هو شخصية تاريخية بارزة في تاريخ صقلية الٳسلامي. ولد في القرن الثاني عشر، وكان مسؤولًا كبيرًا في مملكة صقلية النورماندية له دور هام في الساحة السياسية والثقافية.

## الأصل والعائلة
كان أبو القاسم بن حمود شخصية بارزة، من أسرة نبيلة تنتسب الى النبي محمد عن طريق ابنته فاطمة الزهراء وعلي بن أبي طالب. والد أبو القاسم، هو القاضي أبو عبد الله حمود، يُعتقد أنه هو نفسه الذي رعى الشاعر ابن ظفر الصقلي. وأخوه هو أبو علي حسن، وكان عالم وفقيه. ومن الجوانب الجديرة بالملاحظة هو نمط تسمية أبناء أبي القاسم بأسماء الخلفاء السنيين الثلاثة الأوائل، مما يشير إلى انتمائه المحتمل إلى الإسلام السني.زعم الشاعر ابن قلاقس، الذي كان ضيف أبو القاسم وموكله أثناء وجوده في الجزيرة، أنه ينحذر من السلالة الحمودية في المغرب والأندلس. ومع ذلك، فإن الرابط الواضح بين عائلة أبو القاسم بنو الحجر، والحموديين غير معروف. في الواقع، تم ذكر أن أبو القاسم نفسه يدعي أنه ينحدر من الخليفة الأموي عمر بن عبد العزيز. حاول العديد من الباحثين في الماضي ربط أصل أبو القاسم بشخص معين اسمه حمود Chamutus، والذي دافع عن إينا ضد الغزو النورماندي بقيادة روجر الأول عام 1087م.

## حياته

جنوب إيطاليا سنة 1084 تظهر امارة المسلمين في صقلية قبل النورمان

يشير المؤرخ جيريمي جونز إلى أن أبو القاسم بن حمود قد تم ذكره لأول مرة في اتفاقية القرض في سبتمبر 1162م، تحت اسم Caitus Bulqassemus. وكان جزءًا من الحكومة الإسلامية في صقلية خلال فترة حكم المملكة النورمانية. يشير دوره في الديوان الملكي والقصر الملكي إلى أهمية مناصبه في الإدارة الحكومية. في عام 1167م، دعم أبو القاسم القائد ريتشارد رئيس حجاب القصر الملكي، في مخططاته ضد المستشار ستيفن دو بيرش. يدعي الباحث فالكاندوس أن السبب في ذلك هو أن ستيفن بدا وكأنه يفضل منافس أبو القاسم المحتمل السديد أبو المكارم هبة الله بن الحصري [الإنجليزية].
كان أبو القاسم راعياً للعلماء والشعراء، منهم ابن قلاقس الإسكندري، والشاعر الأموي، والفقيه أبو علي حسن بن حمود [الإنجليزية]. وكان من أعضاء هذه الدائرة كذلك القاضي أبو عبد الله محمد بن الرجاء وأعضاء البلاط والحكومة مثل ريتشارد القايد، والقائد العسكري غرة بن جوشن، أو العلامة الحكيم أبو عمرو عثمان بن المهذب الجدامي. أظهرت الوثائق أن أبو القاسم ابن حمود شغل منصبًا بارزًا في الديوان الملكي، حيث تم ذكر اسمه مرتين كعضو في الديوان في يونيو 1168م، ومرة أخرى في نوفمبر 1173. قام ابن قلاقس بمقارنته بالإداريين المشهورين مثل عبد الحميد بن يحيى والوزراء البويهيين مثل أبو الفضل محمد بن الحسين، وأبو القاسم إسماعيل بن العباس، وأبو إسحاق إبراهيم بن هلال.
تبدو حظوته في الديوان قد تراجعت في وقت لاحق، وفقًا لابن جبير الذي أشار إلى عدم ذكر أبو القاسم في الشؤون الحكومية في عام 1185. يُظهر التاريخ أنه شعر بخيبة أمل تجاه استمرار الحكم النورماندي للمسلمين في صقلية، حيث فرض الملوك النورمانديون ضغوطًا لتحويل المسلمين إلى المسيحية. في عام 1175م، قام بإرسال رسائل إلى صلاح الدين، داعيًا إياه لغزو صقلية. وفي وقت لاحق، اتُهم بإرسال مقترحات مماثلة إلى الموحدين في المغرب، مما أدى إلى فرض غرامات عليه وتسليم جزء كبير من ممتلكاته. تلك الفترة شهدت تغيرًا في مواقفه وتفاعله مع التطورات السياسية المعقدة، وهو ما يبرز تأثير الظروف على مسار حياته ومواقفه.
مصيره اللاحق غير معروف، ولكن بعد أربع سنوات فقط من لقائه بابن جبير، اندلع أول تمرد للمسلمين في صقلية، والذي أدى في النهاية إلى القضاء التام على الإسلام من الجزيرة. من المؤكد أن بعض نسله بقوا في الجزيرة، ولكن بأسماء مسيحية، في القرن الثالث عشر.